# Róbert Gunnarsson
Róbert Gunnarsson (Reykjavík, Island, 22. svibnja 1980.) je bivši islandski rukometaš i nacionalni reprezentativac.

## Karijera
Gunnarsson je rukomet počeo igrati u Fylkiru da bi kasnije prešao u Fram. Kao i većina islandskih rukometaša, igrač karijeru nastavlja u Danskoj gdje je nastupao za Aarhus. Nakon Aarhusa, Gunnarsson potpisuje za njemački Gummersbach s kojim je 2009. osvojio Kup EHF a godinu potkm i Kup pobjednika kupova. Zbog dobrih igara u klubu već je najavljen njegov prelazak u Rhein-Neckar Löwen što se u konačnici i dogodilo krajem sezone 2009./10.
Nakon dvije godine igranja za Lavove, Róbert postaje član francuskog PSG-a s kojim je u četiri godine osvojio tri nacionalna prvenstva. Istekom ugovora u ljeto 2016., igrač se vraća u Aarhus u kojem je i završio karijeru.
Kao reprezentativac Islanda, Gunnarsson je osvojio olimpijsko srebro u Pekingu 2008. a tu je i europska bronca osvojena u Austriji 2010. U pohodu na broncu, Gunnarsson je uz Sigurðssona bio najbolji strijelac susreta sa šest golova.